# Francesco Alborea
Francesco Alborea (également appelé Franciscello ou Francischello), né le 7 mars 1691 à Naples et mort le 20 juillet 1739 à Padoue, est un violoncelliste et compositeur italien de la fin de la période baroque. Il contribue à la substitution du violoncelle à la viole de gambe.

## Biographie
Né le 7 mars 1691 à Naples, il fréquente le Conservatoire de S Maria di Loreto à Naples et est l'élève de Gian Carlo Cailò.
Il est violoncelliste soliste dans la chapelle royale de la cour napolitaine et, aux côtés de Giovanni Perroni (1688-1748), Francesco Scipriani (1678-1753), Salvatore Lanzetti (1710-1780) et d'autres, il fait partie de ces virtuoses italiens influents de son temps qui utilisent de plus en plus le violoncelle comme instrument obligatoire solo et orchestre au lieu de la viole de gambe. Johann Joachim Quantz et Francesco Geminiani mentionnent son jeu exceptionnel au violoncelle. Des voyages le mène à travers l'Italie et à Vienne, où Franz Benda rend compte de son jeu.
Alborea trouve un emploi de 1721 jusqu'à sa mort en tant que membre de l'orchestre de musique de cour viennois, avec un salaire de 1260 florins.
Francesco Alborea utilise la position du pouce très tôt, tant qu'il n'utilise pas un violoncelle à cinq cordes. Parmi ses élèves figurent les violoncellistes français Martin Berteau et Jean-Baptiste Barrière.
Deux sonates d'Alborea (do majeur et ré majeur) pour violoncelle et basse continue sont connues, qui nécessitaient pour l'époque un son aigu et contiennent de nombreux doigtés et arpèges difficiles en double et accords.
Il meurt le 20 juillet 1739 à Vienne.